# Zoltán Kelemen (łyżwiarz)
Zoltán Kelemen (ur. 31 lipca 1986 w Miercurei-Ciuc) – rumuński łyżwiarz figurowy, wielokrotny mistrz kraju, uczestnik mistrzostw Europy i świata oraz igrzysk olimpijskich w Vancouver.

## Osiągnięcia
- Mistrzostwa Rumunii
  - 1999 – 5
  - 2000 – 5
  - 2001 – 4
  - 2002 – 3
  - 2003 – 3
  - 2004 – 3
  - 2005 – 2
  - 2006 – 3
  - 2007 – 1
  - 2008 – 1
  - 2009 – 1
  - 2010 – 1
  - 2011 – 1
- Mistrzostwa Europy
  - 2007 – 32
  - 2008 – 35
  - 2009 – 34
  - 2010 – 19
  - 2011 – 21
  - 2012 – 14
- Mistrzostwa świata
  - 2007 – 41
  - 2008 – 33
  - 2009 – 32
  - 2010 – 32
- Igrzyska olimpijskie
  - 2010 – 29